# Andrena cantiaca
Andrena cantiaca är en biart som beskrevs av Warncke 1975. Andrena cantiaca ingår i släktet sandbin, och familjen grävbin. Inga underarter finns listade i Catalogue of Life.